# Herman van Dijk (Ökonometriker)
Herman Koene van Dijk (* 17. Januar 1947 in Groningen; † 24. Januar 2025) war ein niederländischer Ökonometriker.

## Werdegang
Herman van Dijk studierte in Groningen und dann in New York und promovierte 1984 an der Erasmus-Universität Rotterdam, wo er später Professor war. Sein Forschungsbereich war Bayessche Ökonometrie, insbesondere Monte-Carlo-Simulation.
Herman van Dijk war Mitglied des Tinbergen-Instituts.

## Werk
- H. K. van Dijk, A. Monfort, B. W. Brown: Econometric Inference using Simulation Techniques. Wiley, New York 1995